# اوجی‌اکس
اوجی‌اکس (به پرتغالی: OGX) شرکت نفت و گاز برزیلی است، که پس از پتروبراس (شرکت ملی نفت برزیل) به‌عنوان دومین شرکت بزرگ نفت و گاز این کشور محسوب می‌شود.
شرکت اوجی‌اکس در سال ۲۰۰۷ توسط ایکی باتیستا راه‌اندازی شد و هم‌اکنون به‌عنوان یکی از شرکت‌های تابعه گروه ای‌بی‌اکس فعالیت می‌کند و وظیفه اجرای پروژه‌های نفت و گاز این هلدینگ را برعهده دارد. دفتر مرکزی شرکت اوجی‌اکس در شهر ریو د ژانیرو قرار دارد و بخشی از سهام آن در بازار بورس سائوپائولو معامله می‌شود.